# Landespolizeidirektion Wien
Die Landespolizeidirektion Wien ist seit 1. September 2012 auf Grund wesentlicher Strukturänderungen bei den österreichischen Sicherheitsbehörden Nachfolgerin der bis 31. August 2012 amtierenden Bundespolizeidirektion Wien bzw. der Sicherheitsdirektion Wien. Behördenleiter und Sitz der Behörde blieben unverändert.

## Gesetz und Intentionen
Die Veränderungen wurden auf Grund einer von Innenministerin Johanna Mikl-Leitner eingebrachten Regierungsvorlage der Bundesregierung Faymann I als Bundesverfassungsgesetz (Kurztitel: BVG Sicherheitsbehörden-Neustrukturierung 2012, BGBl. I Nr. 49 / 2012) vom Nationalrat im April 2012 mit den Stimmen von SPÖ, ÖVP, FPÖ und BZÖ und vom Bundesrat, wo ebenfalls nur die Grünen dagegenstimmten, im Mai 2012 beschlossen und im Bundesgesetzblatt am 23. Mai 2012 kundgemacht.
Zu den Intentionen und Grundlagen der Neustrukturierung siehe:
- Sicherheitsbehörden-Neustrukturierung 2012
- Definition der neun Landespolizeidirektionen in Österreich

## Grundstruktur der LPD Wien
Zum Sitz und zur bisherigen Geschichte der Polizeidirektion Wien siehe:
- Sitz der Landespolizeidirektion Wien
- Polizeidirektion Wien bis 31. August 2012

Die neue Grundstruktur besteht aus folgenden Elementen, die dem Präsidenten und zwei ihm unterstehenden Vizepräsidenten zugeordnet sind:
- Landespolizeipräsident (Geschäftsführung)
  - Büro Öffentlichkeitsarbeit (L 1)
  - Büro Controlling (L 2)

- Landespolizeivizepräsident (Geschäftsbereich A)
  - Büro Organisation, Strategie und Dienstvollzug
    - Einsatzabteilung (EA)
    - Landesverkehrsabteilung (LVA)
    - Abteilung Sondereinheiten (ASE)[2]
      - ASE 1: Wiener Einsatzgruppe Alarmabteilung (WEGA)
      - ASE 2: Polizeidiensthundeeinheit (PDHE)
      - ASE 3: verfügt über keine eigene Bezeichnung und ist für den Objektschutz im Wiener Regierungsviertel zuständig

    - Landeskriminalamt (LKA)
    - Abteilung Fremdenpolizei und Anhaltevollzug (AFA)
    - Landesamt Staatsschutz und Extremismusbekämpfung (LSE)

- Landespolizeivizepräsident (Geschäftsbereich B)
  - Büro Grundsatz und Rechtsangelegenheiten (B 1)
  - Büro Qualitätssicherung (B 2)
  - Büro Budget (B 3)
    - Sicherheits- und verwaltungspolizeiliche Abteilung (SVA)
    - Personalabteilung (PA)
    - Logistikabteilung (LA)

  - Büro Polizeiärztlicher Dienst (B 4)

Als Filialen der Landespolizeidirektion Wien sind 14 Polizeikommissariate eingerichtet, die jeweils von einem Stadthauptmann (ggf. von einer Stadthauptfrau) geleitet werden. Diesen unterstehen die 14 Stadtpolizeikommanden mit ihren Polizeiinspektionen. Sieben Kommissariate sind für je einen Wiener Gemeindebezirk zuständig, fünf sind für zwei Bezirke zuständig, zwei Kommissariate führen für drei Bezirke die Sicherheitsverwaltung.

## Aufgaben
In der LPD sind unter Oberhoheit des Innenministeriums die zivilen Sicherheitsagenden für Wien zu organisieren und zu koordinieren. Von den Polizeijuristen und Verwaltungsbediensteten der LPD werden die verwaltungspolizeilichen Aufgaben (Fremdenpolizei, Waffen-, Munitions-, Schieß- und Sprengmittelwesen, Pressewesen, Vereinspolizei, Versammlungsangelegenheiten) wahrgenommen.
Der LPD ist zur Besorgung des Exekutivdienstes der Wachkörper Bundespolizei beigegeben,
dazu gehört auch die Sondereinheit WEGA.
Dem Polizeivizepräsidenten des Geschäftsbereichs B unterstellt ist das Referat Besondere Ermittlungen (RBE), ihm obliegen beispielsweise Vorerhebungen gegen Bedienstete der LPD, die im Verdacht stehen, vorsätzlich gerichtlich strafbare Handlungen begangen zu haben, wenn sie nicht in die Kompetenz des Bundesamts zur Korruptionsprävention und Korruptionsbekämpfung fallen.
Der LPD Wien obliegt auch die Führung des Strafregisters der Republik Österreich (Strafregisteramt).